# Eugerdella coarctata
Eugerdella coarctata là một loài chân đều trong họ Desmosomatidae. Loài này được G..O Sars miêu tả khoa học năm 1899.